# Veenhuizer
De Veenhuizer is een windmolen in Veenhuizen nabij Heerhugowaard in de Noord-Hollandse gemeente Dijk en Waard. De molen die bij de grens staat met de Berkmeer is omstreeks 1603 gebouwd en bemaalde de polder Veenhuizen. Naast de molen staat een elektrisch gemaal uit 1934. De Veenhuizer is uitgerust met een stalen vijzel, die sinds 1989 zowel op windkracht als elektrisch kan worden aangedreven. Het gemaal naast de molen is sinds deze ombouw niet meer in bedrijf. In de molen bevindt zich nu een woning. De molen is niet meer publiekelijk te bezichtigen. De molen staat even noordelijker dan de Berkmeermolen, die aan de andere kant in Berkmeer staat.